# Rozálie Horáková
Rozálie Horáková roz. Uhrová, známá též jako Rózka Horáková (14. září 1912, Lanžhot – 18. července 1980) byla zpěvačka a skladatelka lidových písní z Podluží.
Vyrůstala jako jedno z osmi dětí v chudé lanžhotské rodině a sociální postavení rodiny výrazně ovlivnilo i její skladatelskou činnost. Ve své tvorbě vycházela především z vlastních zkušeností a zážitků, jedna z jejích nejznámějších písní Hrabe dívča drobná jatelinku vznikla při práci na poli a Horáková vzpomínala, že ji poprvé zapsala na papír od svačiny. V roce 1937 pak s touto písní zvítězila na soutěži původní lidové tvorby. Mezi další známé písně patří: Zařehtali koně, Na lanžhotském poli, Sadila sem rozmarýnek nebo Nežeň sa, synečku. Protože sama Horáková noty neznala, podstatnou část jejích písní v notových zápisech zaznamenal její bratr Josef Uher zvaný Uhřík.
Důležitou částí její tvorby představují texty písní k loučení se svobodou, na Podluží označovanému jako svíca, kterých složila přes pět tisíc. Písňové texty nebo básně skládala i k pohřbům nebo vítání občánků. Je také autorkou zpěvohry Nebraňte mi.